# Babylon 5: A Call to Arms
Babylon 5: A Call to Arms (título Original: A Call To Arms) es la cuarta y última de las películas de Babylon 5 producida para la TNT. Fue dirigida por Mike Vejar basándose en un guion de J. Michael Straczynski con Bruce Boxleitner y Jerry Doyle como protagonistas principales.

## Argumento
Se acerca el 5.º aniversario de la Alianza Interestelar. Su presidente Sheridan se aprovecha de las celebraciones para llevar a cabo la misión secreta de probar los dos nuevos destructores de la Alianza Interestelar, que están basados en la misma tecnología vorlon y minbari de la Estrella Blanca y cuya construcción ha estado supervisando un amigo suyo, Garibaldi. 
Sin embargo, Galen, un tecnomago, empieza a aparecérsele en sueños para advertirle de un inminente ataque drakh contra la Tierra. Le advierte también de que tienen espías por todas partes, por lo que debe tener cuidado. Sus apariciones causan que los que le rodean empiecen a notar que está actuando de manera extraña. El propio Sheridan también se pregunta si no serán simples alucinaciones, pero el capitán Anderson, del EAS Charon, y Dureena Nafeel, una ladrona cuyo mundo fue arrasado por las sombras durante la guerra, también reciben la visita de Galen en sus sueños, en los que también indica que deben trabajar juntos. 
Pronto los tres se reúnen en Babylon 5 como Galen quería, y, utilizando los nuevos prototipos, se disponen a averiguar y frustrar los planes de los Drakh. También son planes que incluyen erradicar el planeta donde se halla un destructor de planetas de las Sombras para probar si ese destructor funciona.
Los Drakh consiguen destruir ese planeta con el destructo de planetas y luego quieren atacar la Tierra con él, pero con mucho esfuerzo y el esfuerzo de toda la Alianza Interstelar, los Drakh aun así son vencidos en su intento de destruir la Tierra. También su destructor de planetas es destruido por el camino. Sin embargo uno de los dos destructores prototipo es destruido y, antes de irse, los Drakh consiguen a pesar de todo tirar a la atmósfera del planeta un virus creado por las sombras, que exterminará a los habitantes del planeta en 5 años.  
Por ello Sheridan ordena una cuarentena para la Tierra con el propósito de evitar que el virus se propage hacia otros lugares y equipa al último de esos destructores prototipo, el Excalibur, para que pueda buscar por la galaxia el antídoto para el virus, ya que está convencido de que la cura debe estar allí en alguna parte, ya que fue creado por las sombras, por lo que alguien en la galaxia anteriormente también debió haber creado una cura contra ella.

## Reparto
- Bruce Boxleitner como John Sheridan.
- Jerry Doyle como Michael Garibaldi.
- Jeff Conaway como Zack Allan.
- Carrie Dobro como Dureena Nafeel.
- Peter Woodward como Galen.
- Tracy Scoggins como Elizabeth Lochley.
- Tony Todd como el capitán Leonard Anderson.
- Tony Maggio como Drake.
- Carlos Bernard como Oficial de Comunicaciones.
- Marjean Holden como Oficial de Navegación.

## Relevancia argumental
De los personajes de la serie original aparecen Sheridan, Garibaldi, Zack Allan y Elizabeth Lochley. También aparecen por primera vez Galen y Dureena, dos de los protagonistas de Crusade.
Esta película sirve de puente entre Babylon 5 y su spin-off: Crusade. Se introducen la plaga Drakh y las naves Excalibur y Victory, los prototipos de los que hablaba Sheridan en Movimientos de Fuego y Sombra. El Excalibur será de hecho el escenario principal de Crusade.
No ha habido (o no han trascendido) grandes conflictos entre la guerra con los Centauri y el ataque Drakh.

## Cronología
- Los hechos de la película tienen lugar a finales del año 2266, unos cuatro años después de Objetos en Reposo.
- Transcurre entre la película La Leyenda de los Rangers y la serie Crusade.